# Wynonie Harris
Wynonie „Mr. Blues“ Harris (* 24. August 1915 in Omaha, Nebraska; † 14. Juni 1969 in Los Angeles, Kalifornien) war ein US-amerikanischer Blues- und R&B-Sänger. 

## Leben und Wirken
Wynonie Harris war zunächst Schlagzeuger und begann seine Karriere in den Clubs von Los Angeles und Chicago als Sänger und MC; in Chicago hörte ihn 1944 der Bandleader Lucky Millinder in einer Show im Rhumboogie Club und verpflichtete ihn als Sänger für seine Band. Harris war sowohl mit Millinders Big Band als auch mit Lionel Hamptons Orchester unterwegs. Seinen ersten Solohit hatte er 1945 mit „Who Threw the Whiskey in the Well“, das unter Millinders Namen auf Decca erschien. Harris verließ die Band im selben Jahr, ging nach Los Angeles zurück und nahm zahlreiche Platten unter eigenem Namen auf, begleitet von Johnny Otis (als Schlagzeuger), Illinois Jacquet, Oscar Pettiford, Lucky Millinder und anderen. Aufnahmen entstanden für die Label Philo („Baby Look at You“, 1945) und 1946 für Apollo die Hits „Wynonie's Blues“ und „Playful Baby“ in den „Race Records“ Charts. In Nashville nahm er mit Jimmie Jackson und Herman Blount (später als Sun Ra bekannt) auf.
Nachdem er weniger erfolgreich für kleinere Labels aufgenommen hatte, kam er 1947 bei King Records unter Vertrag. Seine Version des R&B-Songs „Good Rocking Tonight“ von 1948 mit dem Saxophonisten Frank „Floorshow“ Culley gilt als eine der frühesten Rock-’n’-Roll-Aufnahmen und wurde ein #1-Hit in den R&B-Charts, dem bis 1952 noch zwölf weitere folgen sollten; das Stück, geschrieben von Roy Brown, wurde später auch von Elvis Presley aufgenommen. Weitere erfolgreiche Titel von Harris waren All She Wants to Do Is Rock (1949) und Bloodshot Eyes (1951). 
Obwohl er noch unzählige Titel für Label wie Atco, King, Roulette und Chess einspielte, ließ Mitte der 1950er Jahre der Erfolg von Wynonie Harris nach und sein Alkoholismus machte ihm zu schaffen. Harris geriet zunehmend in Vergessenheit. Sein letzter Gastauftritt 1966 bei einer „Motortown Revue“ in Santa Monica soll Nick Tosches zufolge ein Desaster gewesen sein. 1969 erkrankte er an Kehlkopfkrebs; er starb noch im selben Jahr.
1994 wurde Wynonie Harris in die Blues Hall of Fame aufgenommen.